# 헤르지 할레비
헤르즐 "헤르지" 할레비(히브리어: הרצל "הרצי" הלוי, 영어: Herzl "Herzi" Halevi, 1967년 12월 17일 ~ )는 2023년 1월 16일부터 2025년 3월 5일까지 이스라엘 방위군 총참모장을 역임했다.
그는 이스라엘 남부사령부 사령관, 군사정보국장, 제91(영토)사단장, 제35 낙하산 여단장, 사예레트 마트칼 사령관 등을 역임했다. 이스라엘 군사정보국장을 지낸 정통파 유대인은 할레비가 처음이었다.

## 어린 시절 및 교육
헤르즐 (헤르지) 할레비는 예루살렘에서 태어났다. 그의 아버지 슐로모는 이르군의 일원이자 언어 방어를 위한 대대인 하임 샬롬 할레비(고딘)와  랍비 도브베르 하코헨 국의 딸이자 이스라엘의 최고 랍비인 랍비 아브라함 하코헨 쿡의 조카인 트질라의 아들이었다. 그는 태어나기 몇 달 전에 제3차 중동 전쟁에서 예루살렘을 위한 전투에서 죽은 삼촌의 이름을 따서 지어졌다. 그의 아버지의 부모는 러시아에서 이민을 왔고, 할레비의 외가는 예루살렘에서 14대 동안 살았다.
할레비는 힘멜파브 종교 고등학교에서 공부하였으며, 조핌 종교 스카우트의 일원이었다.

## 군사 경력
할레비는 1985년 이스라엘 방위군(IDF)에 징집되었다. 그는 낙하산 부대에서 낙하산 부대원으로 자원입대했다. 그는 군인과 분대장으로 복무했다. 1987년, 그는 장교 후보 학교를 마친 후 보병 장교가 되었고, 낙하산 부대의 소대장으로 복귀했다. 할레비는 남레바논 분쟁 동안 여단의 대전차 중대를 대게릴라 작전에서 이끌었다.  1993년, 그는 중대장으로 복무했던 IDF의 특별 부대인 사예레트 마트칼에 배치되었다. 할레비는 이후 제2차 인티파다 동안 그 부대를 지휘했다.